# Meta Antenen
Meta Antenen (* 7. April 1949 in Orpund, nach Heirat Meta Matthys-Antenen) ist eine ehemalige Schweizer Leichtathletin, im Weitsprung, 100-Meter-Hürdenlauf, 100-Meter-Lauf sowie im Fünfkampf.

## Leben
Im Alter von 15 Jahren wurde Antenen 1964 zum ersten Mal Schweizer Meisterin im Weitsprung. Im gleichen Jahr übernahm sie den Schweizer Rekord in dieser Disziplin, später kamen auch noch die Schweizer Rekorde im 100-Meter-Hürdenlauf, 100-Meter-Lauf und Fünfkampf dazu. 1966 wurde Antenen zur Schweizer Sportlerin des Jahres gewählt.
1971 holte sie bei den Leichtathletik-Europameisterschaften die Silbermedaille im Weitsprung mit 6,73 m, drei Zentimeter hinter Ingrid Mickler-Becker. Diese Weite wurde erst 2010 von Irene Pusterla übertroffen und war damit 39 Jahre lang Schweizer Rekord. Im selben Jahr  sprang sie an den Schweizer Meisterschaften auf 6,83 m. Dieser Rekord wurde jedoch nachträglich wegen zu viel Rückenwind aberkannt. 1971 wurde sie zum zweiten Mal zur Schweizer Sportlerin des Jahres gewählt und erhielt die nach Pierre de Coubertin benannte Fairplay-Medaille der UNESCO.
Antenen startete für den LC Schaffhausen und war vielfache Schweizer Meisterin in den Disziplinen Weitsprung, 100-Meter-Hürdenlauf, 100-Meter-Lauf, Fünfkampf und Hochsprung. Bei einer Körpergrösse von 1,68 m betrug ihr Wettkampfgewicht 56 kg.
Nach dem Abschluss ihrer Sportkarriere heiratete sie und wurde Mutter von zwei Kindern.

## Erfolge
- 1966: 8. Rang Europameisterschaften (Weitsprung); 7. Rang Europameisterschaften (Fünfkampf)
- 1968: 8. Rang Olympische Spiele (Fünfkampf)
- 1969: 2. Rang Europameisterschaften (Fünfkampf); 2. Rang Halleneuropameisterschaften (60-Meter-Hürdenlauf); 3. Rang Halleneuropameisterschaften (Weitsprung)
- 1971: 2. Rang Europameisterschaften (Weitsprung); 5. Rang Europameisterschaften (100-Meter-Hürdenlauf)
- 1972: 2. Rang Halleneuropameisterschaften (Weitsprung); 3. Rang Halleneuropameisterschaften (60-Meter-Hürdenlauf); 6. Rang Olympische Spiele (Weitsprung)
- 1974: 1. Rang Halleneuropameisterschaften (Weitsprung); 3. Rang Halleneuropameisterschaften (60-Meter-Hürdenlauf)
- 1975: 3. Rang Halleneuropameisterschaften (Weitsprung)

## Persönliche Bestleistungen
- Weitsprung: 6,73 m, 14. August 1971 in Helsinki
  - Weitsprung (Halle): 6,69 m, 10. März 1974 in Göteborg, Schweizer Hallenrekord
- 100-Meter-Hürdenlauf: 13,35 s , 13. August 1971 in Helsinki
- 60-Meter-Hürdenlauf (Halle): 8,19 s, 9. März 1974 in Göteborg
- Fünfkampf (100-Meter-Hürdenlauf, Kugelstossen, Hochsprung, Weitsprung, 200-Meter-Lauf): 5085 Punkte, 3./4. Juli 1971 in Zürich
- 100-Meter-Lauf: 11,68 s, 29. Juli 1972 in Genf